# 科洛堅卡 (托馬什皮利區)
48°31′3″N 28°43′26″E / 48.51750°N 28.72389°E
科洛堅卡（烏克蘭語：Колоденка）是位於烏克蘭西南部文尼察州裏圖利欽區的村莊，面積1.9平方公里，海拔高度227米，2001年該城鎮人口638。